# 魏宁
魏寧（1982年8月5日—），山東省萊州市夏邱镇北村人，中国女子射击运动员。她的妹妹魏萌同样也是射击运动员。

## 簡歷
1994年，12岁时她魏宁決意到郓城宋江武校学習武术，后来轉到家乡的学校学习武术。至1995年，莱州业余体校的杨胜斌教练讓她轉进体校改练田径，但练了两年也没有取得突出成绩。直到1997年，山东省射击队和烟台市射击运动学校到莱州体校选拔飞碟运动员，魏宁才被射击教练石宏达选中，開始射击运动员的生涯。
1998年，当时16岁的魏宁在西安举行的城运会上夺得铜牌，之后她顺风顺水，在国内外的比赛中拿到了几十枚奖牌。
魏寧於2002年在射擊世界盃中的雙向飛碟個人項目贏得冠軍，又於世錦賽的雙向飛碟團體項目奪標，可是魏寧在釜山亞運中失準。
1年後，即2003年，魏寧在界錦賽再次奪標，但這次是雙向飛碟個人項目，之後又在2004年贏得了世界盃中的雙向飛碟個人項目冠軍。在雅典奧運的雙向飛碟項目中本是大熱，但因發揮失利，只能得一面銀牌。2006年12月，在第15届多哈亚运会射击项目女子双向飞碟团体决赛暨个人赛资格赛的比赛中，魏宁、於秀敏和张冬连三人组成的中国队以团体总成绩207中夺得冠军。2010年她参加了在广州市举办的亚运会，她在该届亚运期间联同魏萌、张山获得了团体定向飞靶的金牌。
2011年射击世界杯澳大利亚悉尼站女子飞碟双向项目中，魏宁以94中的总成绩排在第四无缘奖牌。2012年，魏宁代表中国出戰英國倫敦舉行的奥林匹克运动会射擊比賽女子定向飛靶賽事并再度获得一枚银牌。

## 延伸阅读
[在维基数据编辑]
 《北史·卷089》，出自李延壽《北史》